# 이란의 총리

이란의 국장

이란의 총리(페르시아어: نخست‌وزیر ایران)는 20세기의 많은 부분 동안 이란(페르시아)에 존재했던 정치적인 직책이었다. 그것은 1906년 카자르 왕조 기간 동안 시작되었고 1923년 팔라비 왕조의 시작으로 1979년 이란 혁명으로 시작되었지만 1989년에 폐지되었다.

## 역사

### 팔라비 시대
1925년에 레자 샤 팔라비는 이란의 샤가 되었다. 그는 모하마드 알리 포루기를 총리로 임명했다. 1941년에 그의 아들 모하마드 레자 팔라비가 샤가 되었다. 그는 모하마드 알리 포루기도 총리로 임명했다. 1951년에 모하마드 모사데그가 총리 되었지만 1953년에 쿠데타로 전복되었다. 아미르아바스 호베이다는 1965년에 이란의 총리가 되었고 1977년까지 공직에 있었다. 샤푸르 바크티아르는 팔라비 시대의 마지막 총리였다.

### 이란 이슬람 공화국
1979년 이란 혁명 이후 아야톨라 호메이니는 1979년 11월까지 재임했던 임시정부의 수상으로 메디 바자르간을 임명했다. 이란 인질 사건 당시 정부는 사임했지만 유일한 이유는 아니라고 언급했고, 이란 학생들의 미국 대사관 침공 하루 전에 대량 사임 결정이 내려지기도 했다.
주로 이란 의회 대표들, 특히 이슬람공화당과 가까운 사람들에 의해 부과된 압력 때문에, 아볼하산 바니사드르가 1980년 1월 대통령이 되고 마무드 알리 라자이를 총리로 선택할 때까지 그 자리는 비어있었다. 라자이는 1981년 6월 바니사드르의 탄핵까지 그 자리에서 근무했고 1981년 7월 24일의 선거에서 대통령으로 선출되었다. 라자이는 모함마드자바드 바호나르를 총리로 선택했지만, 그들은 몇 주 후인 1981년 8월 30일 총리실에서 함께 암살되었다.
1981년 10월 선거에서 알리 하메네이가 대통령이 되었을 때, 그는 처음에 우파 성향의 알리 아크바르 벨라야티를 이란 의회에 그의 총리로 소개시켰지만, 그는 당시 의회의 좌파 성향의 다수에 의해 투표에서 부결되었고, 그리고 나서 그들이 하메네이보다 선호하는 총리, 즉 미르호세인 무사비를 강요했다. 그 논쟁은 대통령에게 무사비를 받아들이라고 조언했던 최고 지도자 아야톨라 호메이니의 개입 이후 마침내 끝났다.
무사비는 1989년까지 총리 직함을 폐지하고 대통령과 새롭게 만들어진 부통령 직함으로 그의 책임을 나누기 위해 헌법이 개정될 때까지 그 직함 아래 근무했다.

## 같이 보기
- 이란의 역사